# イオン秋田中央店

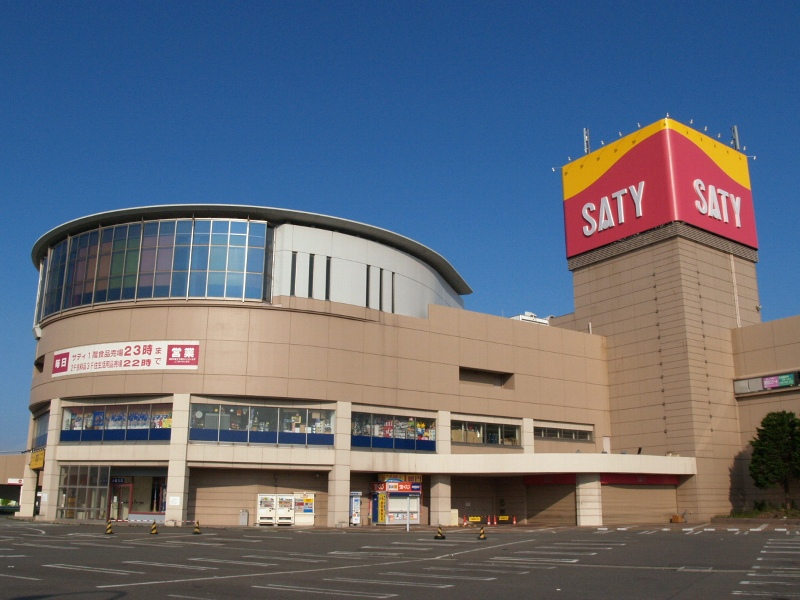
旧・秋田サティ（2008年7月）

イオン秋田中央店（イオンあきたちゅうおうてん）は、秋田県秋田市楢山川口境にある、イオン東北が管理・運営するショッピングセンターである。

## 概要
かつての県有工業用地と秋田市御所野湯本に移転した山岡工業跡地などに、1991年（平成3年）9月に東北ニチイが出店を表明。大規模小売店舗審議会東北審議部会の答申による売場面積の4割削減や近隣の土地買収が不調に終わったことを受けて、計画を大幅に変更。当初併設する予定だったシネマコンプレックスは取り止めになった。1995年（平成7年）4月、秋田県における「サティ」第1号店として「秋田サティ」はオープンした。
開業初年度の1996年2月期で約101億円の売上を計上。1998年2月期には約115億円の売上があり、マイカル東北の店舗の中では唯一100億円を超え、2001年9月のマイカル経営破綻まで約100億円の売上を維持し続けていた。これにより、当時の秋田サティ店長はマイカル東北の取締役であり、北東北の「サティ」や「ニチイ」を取りまとめる北東北ブロック長を兼任していた。
2001年9月1日付で、マイカル東北が運営する店舗のうち、「秋田サティ」を含む7店舗をマイカルが譲受。2001年9月14日にマイカルは経営破綻したが、「秋田サティ」を含む全国の店舗は引き続き営業を継続した。
2011年3月1日、マイカルがイオンリテールへ吸収合併されることに伴い、「秋田サティ」から「イオン秋田中央店」へ改称した。テナントで、「サティ」を含む店名となっていた店舗・ショップ名の変更もほぼ同時に実施されたが、JTBトラベランドなどの運営会社変更予定の事情等を抱える店舗などはこの時点では一部実施されなかった。
また、2013年から食品フロア、2階・3階、飲食店街付近と立て続けにリニューアルされている。
2020年3月1日、マックスバリュ東北株式会社とイオンリテール株式会社東北カンパニーの食品・日用品雑貨事業を統合し、イオン東北株式会社が発足。当店の場合、イオン東北が店舗の管理・運営と食品売場を継承。同日発足したイオンリテール東北事業本部が、衣料・住居余暇・H&BC（ヘルス・アンド・ビューティーケア）を受け持った。これにより、イオン東北の店長とイオンリテールの店長が存在した。また、当店に入居していたイオンリテール東北カンパニー秋田事業部はイオン東北 営業本部秋田事業部に転換。新たにイオンリテール東北事業本部 営業部北東北地区事務所が入居した。
2021年9月1日、イオン東北株式会社とイオンリテール株式会社東北事業本部が統合。「イオン秋田中央店」はイオン東北が一体化して管理・運営に当たる。コロナ禍という予期せぬ事態が発生し、衣食住全てを取扱うGMS（総合スーパー）の需要が高まり、一体化した店舗運営を実現するため、今回の経営統合に至った。イオンリテール東北事業本部 営業部北東北地区事務所は廃止となり、北東北地区長がイオン東北 営業本部秋田事業部長に就任した。
現在は地域経済の低迷などにより、売上はかつての100億円まではいかない。

## 沿革
- 1991年（平成3年）9月17日 - 東北ニチイが秋田市楢山川口境に出店を表明[7]。
- 1994年（平成6年）5月30日 - 起工式および安全祈願祭が行われる。
- 1995年（平成7年）4月28日 - 「秋田サティ」オープン[8]。
- 1996年（平成8年）7月 - 株式会社東北ニチイが株式会社マイカル東北に商号変更。
- 2001年（平成13年）
  - 9月1日 - 「秋田サティ」を含む7店舗が株式会社マイカル東北から株式会社マイカルに譲渡される。
  - 9月14日 - 株式会社マイカルが東京地方裁判所に民事再生法の適用を申請[9]。
  - 11月22日 - 株式会社マイカルが東京地方裁判所に民事再生手続中止と会社更生法の適用を申請[10]。
  - 12月31日 - 株式会社マイカルが東京地方裁判所より会社更生手続開始決定を受ける[11]。
- 2002年（平成14年）1月9日 - マイカル全国104店舗「100億円在庫大処分」開催[12]により周辺道路が大渋滞。秋田警察署員16人が出動し交通整理を行う。
- 2003年（平成15年）11月29日 - 株式会社マイカルがイオン株式会社の完全子会社となる[13]。
- 2005年（平成17年）12月31日 - 株式会社マイカルが東京地方裁判所から更生手続の終結決定を受ける[14]。
- 2010年（平成22年）2月16日 - 秋田県と株式会社マイカル[注釈 4]にて､災害時における生活必需物資の供給に関する協定を締結[15]。
- 2011年（平成23年）
  - 3月1日 - イオンリテール株式会社が株式会社マイカルを吸収合併[16]。「秋田サティ」を「イオン秋田中央店」に改称。
  - 4月1日 - 秋田中央交通がサティ前停留所をイオン秋田中央店前停留所に改称。
  - 6月14日 - 秋田県とイオン株式会社にて、11項目からなる「連携と協力に関する包括協定」を締結[17][18]。
  - 6月30日 - 「あきた元気!WAON」の販売を開始[17]。東北地方唯一の店舗であった「カフェデュモンド秋田サティ店」が閉店[19]。
- 201x年（平成2x年） - イオンリテール東北カンパニー秋田事業部が、「イオン大曲店」から「イオン秋田中央店」に移転。
- 2016年（平成28年）2月5日 - 秋田市とイオン秋田中央店にて、災害時における応急生活物資の供給等に関する協定を締結[20]。
- 2020年（令和2年）
  - 1月31日 ‐ テナントのひとつで、飲食店街から離れた所に店舗を構えていた「ミスタードーナツ秋田南ショップ」が閉店[21]。
  - 3月1日 - イオン東北株式会社発足に伴い、店舗の管理・運営および食品売場をイオン東北に移管。イオンリテール東北カンパニー秋田事業部がイオン東北営業本部秋田事業部に転換。
- 2021年（令和3年）
  - 2月14日 - 1階にある「ハッシュアッシュイオン秋田中央店」が閉店[22]。
  - 2月20日 - 1階西口脇のミスタードーナツ跡地にカプセルトイ専門店「TOYS SPOT PALO」がオープン[23]。
  - 9月1日 - イオン東北とイオンリテール東北事業本部の統合に伴い、「イオン秋田中央店」衣料、住居余暇、H&BC各売場をイオン東北に移管[24][25]。
  - 11月16日 - 食品売場リニューアルオープン[26]
- 2023年（令和5年）
  - 7月15日 - 県内記録的大雨の影響により17時にて全館閉店。
  - 7月16日 - 臨時休業[27]
  - 7月17日 - 営業再開。
- 2024年（令和6年）
  - 1月10日 - 「イオン秋田中央店」にて、Woltによるデリバリーサービス提供を開始[28]。
  - 2月12日 - 2階「天ぷら和食処四六時中秋田店」が閉店[29]。
  - 10月24日 - イオン東北がプライベートブランド「トップバリュ」など商品100品目を数量限定で増量販売すると発表[30]。イオン東北西田茂樹商品副本部長が当店で記者会見を開き、対象商品やコスト削減策などを説明[30]。
- 2025年（令和7年）1月19日 - 秋田魁新報社主催、イオン東北共催にて、地震や洪水への備えを学ぶ「段ボールジオラマ防災授業」を開催[31][32]。午前の部、午後の部計57人が参加し、段ボールで秋田市の立体地図を作り、災害発生時に危険が潜む場所を確認した[32]。

## フロア

### イオン秋田中央店
| 階 | フロア                                                     |
| -- | ---------------------------------------------------------- |
| 3  | 子供服とベビー用品・住まいと暮らしのフロア                 |
| 2  | 婦人・紳士・ファッションとレストランのフロア               |
| 1  | 食料品・健康と美容・ファミリーファッション・飲食街のフロア |